# Yagami Taichi
Yagami Taichi (八神 太一 (Bát Thần Thái Nhất) Yagami Taichi) là nhân vật chính trong Digimon Adventure, Digimon Adventure: và Digimon Adventure tri., đồng thời, cậu còn đứng đầu nhóm những đứa trẻ được tuyển chọn đầu tiên. Trong Digimon Adventure 02, cậu chỉ là nhân vật phụ trong series này khi cậu cùng với nhóm bạn của mình lui về sau đồng hành cùng nhóm trẻ được chọn kế thừa do Motomiya Daisuke dẫn đầu, cậu cùng với Yamato và Koushiro luôn tích cực hỗ trợ nhóm Daisuke khi họ cần đến cả ba nhân vật này. Taichi là anh của Yagami Hikari nên cậu hết sức che chở, bảo vệ em gái mình như Yamato đã đối xử với Takeru như vậy.
Trước khi xuất hiện trong series anime Digimon đầu tiên, Taichi được tạo hình nguyên bản bởi họa sĩ Yabuno Tenya cho nhân vật chính cùng tên trong manga Digimon Adventure V-Tamer 01 phát hành vào năm 1998. Sự tạo hình cậu với đầu đội kính bảo hộ đã ảnh hưởng rất nhiều về tạo hình cho các nhân vật chính trong những series anime Digimon kế tiếp sau này.

## Tổng quan

### Tính cách
Taichi là một con người thích đương đầu với mọi nguy hiểm khó khăn, điều này chính là tố chất quan trọng của một người thủ lĩnh nói chung cũng như vai trò đứng đầu một nhóm trẻ được chọn nói riêng. Dù mang tố chất đó nhưng cậu vẫn còn bốc đồng, cộng thêm sự độc đoán và nóng nảy của mình. Bởi thế mà cậu đã nhiều lần kéo theo cả nhóm bạn bị rơi vào tình thế nguy hiểm và cuối cùng cậu nhận ra sự cảm thông và lòng trắc ẩn sẽ giúp mình thành công hơn là sự gan dạ liều lĩnh. Đồng thời cậu sẵn sàng đặt lợi ích của nhóm bạn lên trên lợi ích riêng của bản thân và vì mọi người mà quên đi bản thân. Sau này khi những nhân vật nhỏ tuổi hơn mình được chỉ định là những đứa trẻ được chọn mới, Taichi sẵn sàng hỗ trợ nhóm trẻ kế thừa đó một cách nhiệt tình, đặc biệt là Motomiya Daisuke.

### Ngoại hình
Taichi thường được biết đến là một cậu bé có thân hình mỏng manh cùng màu da hơi rám nắng, mắt nâu, đặc biệt là kiểu tóc xù nhọn màu nâu đặc trưng. Đặc điểm về ngoại hình này vẫn không thay đổi mỗi khi cậu xuất hiện trở lại ở một số series Digimon về sau.
Trong Digimon Adventure, lúc Taichi trong thời điểm 11 tuổi vào năm 1999, cậu đeo băng đầu màu xanh da trời để lộ một chùm tóc ở trán, trên có đội kính bảo hộ, đây là phụ kiện đã ảnh hưởng rất nhiều về tào hình cho các nhân vật chính trong những series anime Digimon kế tiếp sau này. Taichi thường mặc một chiếc áo thun màu xanh với hai ngôi sao ở hai bên ống tay, hai túi màu vàng ở hai bên ngực và ba chiếc khuy vàng ở sát cổ, bên trong chiếc áo này còn thêm một chiếc áo vàng nữa. Cậu thường mặc quần đùi màu nâu mà cậu thường để Digivice của mình ở thắt lưng. Cậu còn đeo ống tay đen ở tay trái, đeo găng tay trắng, mang đôi tất thụng trắng và giày thể thao màu trắng và xanh với hình tam giác màu vàng trên mỗi chiếc giày. Cũng vào thời điểm Taichi 11 tuổi nhưng vào năm 2020 trong Digimon Adventure:, lúc đó cậu vẫn đeo băng đầu màu xanh da trời để lộ một chùm tóc ở trán, trên có đội kính bảo hộ. Taichi thường mặc một chiếc áo thun màu xanh với hai ngôi sao ở hai bên ống tay, viền cổ áo màu vàng và túi thụng thông nhau ở trước bụng, mặc quần đùi màu cam. Cậu còn đeo găng tay trắng nhưng không có ống tay đen như nguyên tác, mang đôi tất trắng viền cam và giày thể thao màu xanh và trắng, đế có sọc vàng với ngôi sao đỏ ở hai bên trên mỗi chiếc giày.

## Xuất hiện

### Trước bối cảnh chính
Cũng như mọi nhân vật chính trong Digimon Adventure, ngay từ nhỏ, Taichi cùng với em gái kém 3 tuổi của cậu là Hikari sống ở Hikarigaoka, Nerima, Tokyo. Lúc đầu cậu có một cuộc sống như bao đứa trẻ khác cho đến khi một biến cố xảy ra và tạo nên một bước ngoặt lớn cho tương lai của cậu.
Một ngày năm 1995, Taichi và Hikari tìm thấy một quả trứng Digi từ màn hình máy tính. Sáng hôm sau, quả trứng đó nở ra Botamon rồi tiến hóa lên Koromon. Sự xuất hiện của Koromon lúc đầu gây nhiều rắc rối đến Taichi và Hikari nhưng về sau tình bạn giữa Koromon với hai anh em được nảy sinh. Tối hôm đó, Koromon tiến hóa thành Agumon rồi cùng Hikari phóng xuống đất từ phòng ngủ. Taichi phải đuổi theo đến trục đường lớn của Hikarigaoka mới tìm được Hikari, lúc này  Agumon đã tiến hóa lên Greymon và Parrotmon xuất hiện từ thế giới số khiêu chiến với Greymon. Cả hai anh em chứng kiến cận cảnh cuộc chiến giữa hai Digimon cho đến khi Greymon bị đánh bại. Taichi lấy còi của Hikari thổi lên giúp Greymon hồi tỉnh và phản công lại Parrotmon rồi cả hai cùng biến mất trong đêm. Cuộc chiến giữa Greymon và Parrotmon đã tàn phá một phần Hikarigaoka nhưng mọi người chỉ xem đây là hậu quả của một vụ đánh bom. Sau biến cố đó, cả gia đình Yagami phải chuyển nhà đến Odaiba ở Minato. Một năm sau biến cố ấy, Taichi đưa Hikari vẫn còn bị cảm ra ngoài chơi và hậu quả là cô suýt bị mất mạng vì viêm phổi cấp.

### Digimon Adventure
Ngày 1 tháng 8 năm 1999, Taichi tham gia cắm trại trong kỳ nghỉ hè, còn Hikari không may bị cảm vào sáng hôm đó nên không thể di chung với cậu. Đó lại là ngày mà cậu cùng với những người bạn cùng đi cắm trại với mình là Sora, Yamato, Koushiro, Mimi, Jou và em trai của Yamato, Takeru bị cuốn vào thế giới số sau khi cùng tránh con bão tuyết và nhìn thấy cực quang ở gần khu cắm trại. Sau đó cậu cùng với những đúa trẻ khác lần lượt nhận ra mình đã rơi xuống một hòn đảo biệt lập gọi là đảo Dữ liệu cùng với Digimon đã chờ sẵn. Taichi đã thấy Koromon nằm trên người cậu khi tỉnh dậy, những đứa trẻ khác cũng giống như cậu. Rồi tất cả đều gặp Kuwagamon đang tấn công mình và thấy Koromon và các digimon cùng tiến hóa để đánh bại Kuwagamon. Taichi đứng đầu nhóm trẻ cùng với nhóm Agumon bắt đầu cuộc hành trình đi hầu hết cả hòn đảo. Cả nhóm đụng độ nhiều Digimon khác bị khống chế bởi Devimon và cậu cùng nhóm bạn của mình giải thoát cho những Digimon đó, đồng thời sau đó đánh bại Devimon. Sau khi Devimon bị tiêu diệt, hình ảnh của Gennai xuất hiện. Taichi cùng nhóm bạn hiểu được lý do mà nhóm bạn vào thế giới số là những đứa trẻ được tuyển chọn với một sứ mệnh về thế giới này.
Theo yêu cầu của Gennai, Taichi cùng với những người bạn vượt biển đến lục địa Server, dọc đường họ tìm thấy các hộp đựng nhở ở dưới đáy biển. Khi đến lục địa Server thì nhóm bạn bị Etemon tấn công đến mức phải chạy vào hang động gần đó ẩn nấp, tại đó Taichi tìm được Huy chương Dũng khí ở cuối hang và một cửa hang mở ra dẫn đến sa mạc sau khi cậu lấy được huy hiệu của mình. Từ khi đó, Taichi dùng đủ mọi cách để thúc ép Agumon tiến hóa lên cao hơn vì Gennai đã tiết lộ khả năng hỗ trợ trên từ huy hiệu. Kết quả từ sự thúc ép của Taichi, cùng với sự khiêu khích của cậu trong lần đối đầu với một Greymon khác khiến Agumon tiến hóa bóng tối lên SkullGreymon rồi phá hoại mọi thứ cho đến khi cạn kiện năng lượng, nhưng may mắn là chỉ thoái hóa xuống Koromon. Agumon không còn tự mình tiến hóa nữa cho đến khi Piccolomon đến giải quyết tình trạng này cho cậu và Taichi bằng cách cho cả hai đối mặt thử thách và vượt qua nó để Agumon tự tin tiến hóa trỏ lại. Kết quả về sau là khi Taichi đối mặt với Etemon huy hiệu Dũng khí của cậu phát sáng và giúp Greyom tiến hóa lên MetalGreymon. MetalGreymon đánh bại Etemon thành công nhưng Taichi và đồng sự bị hút vào lỗ hổng không gian do khối năng lượng khổng lồ của Etemon tạo ra rồi đẩy cả hai về thế giới thực vào buổi trưa ngày cậu đi cắm trại. Taichi trở về nhà chăm sóc Hikari rồi nghỉ ngơi. Cậu phát hiện sự có mặt của một số Digimon là nguyên nhân dẫn đến sự thay đổi thời tiết ở thế giới thực, nhưng không ai có thể thấy chúng ngoài hai anh em. Sự tiến hóa của Koromon đã mở ra lỗ hổng không gian ở trên bầu trời Tokyo hút Taichi và Agumon quay lại thế giới số mặc cho Hikari cố níu tay cậu lại nhưng không được. Trong khi đó, nhóm bạn còn ở lại đã tản đi hết sau một tháng tìm kiếm và tưởng cậu đã chết. Taichi buộc phải đi tìm và tập hợp họ về lại một nhóm. Khi cậu quy tụ mọi người lại thì cũng là lúc cả nhóm lần đầu đụng chạm đến Vamdemon và may mắn thoát nạn.

## Những thông tin khác
- Taichi chơi bóng đá rất giỏi và cậu còn là thành viên trong câu lạc bộ bóng đá của trường, đến khi năm lớp 5, cậu trở thành một tiền đạo trong đội bóng của trường[4].

## Lồng tiếng
- Tiếng Nhật: :Fujita Toshiko (Digimon Adventure, Digimon Adventure 02), Hanae Nastuki (Digimon Adventure tri.), Sanpei Yūko (Digimon Adventure:)
- Tiếng Anh: Joshua Seth